# ليه لايت
ليه لايت جهازًا بريطانيا مضادًا للغواصات في حقبة الحرب العالمية الثانية أستخدم في معركة الأطلسي. كانت قوية (22   مليون كانديلا ) ركبت على عدد من طائرات دوريات القيادة الساحلية للقوات الجوية الملكية البريطانية لمساعدتهم على اكتشاف القوارب الألمانية التي ظهرت على السطح ليلا. 

## روابط خارجية
- التفاصيل الفنية لل Leigh Light